# Marty Stuart

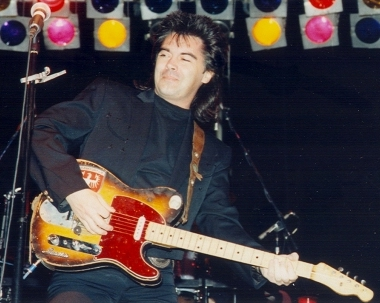
Marty Stuart (1993)

John Marty Stuart (* 30. September 1958 in Philadelphia, Neshoba County, Mississippi) ist ein US-amerikanischer Country-Sänger und -Musiker sowie Grammy-Preisträger.

## Leben

### Anfänge
Stuart beherrschte bereits als Kind eine Vielzahl von Instrumenten. Mit zwölf Jahren wurde er Mitglied der bekannten Gospel-Gruppe The Sullivans. Wenig später hatte er Gelegenheit, bei der Bluegrass-Legende Lester Flatt vorzuspielen. Dieser war von seinem Mandolinenspiel derartig beeindruckt, dass er das gerade erst dreizehn gewordene Talent in seine Band aufnahm. Im gleichen Jahr trat Marty erstmals in der Grand Ole Opry auf. Er blieb acht Jahre bei der Bluegrass-Formation, bis Flatt aus gesundheitlichen Gründen aufgeben musste. 1978 schloss er sich Doc und Merle Watson an.
Ein Jahr später heiratete er Cindy Cash, eine Tochter von Johnny Cash, und trat anschließend in die Begleitband seines Schwiegervaters, den Tennessee Three, ein. 1982 wurde bei einem kleinen Label ein erstes Album produziert. Trotz Mitwirkens zahlreicher Größen der Szene wurde Busy Bee Cafe kein Erfolg. In diesen Jahren entwickelte sich der Multi-Instrumentalist zu einem gefragten Session-Musiker. Die Zusammenarbeit mit Cash dauerte bis 1985 an, die Ehe mit Cindy hielt ein Jahr länger.

### Karriere
1986 unterschrieb Stuart beim Columbia Label einen Schallplattenvertrag. Seine erste Single, Arlene, konnte sich zwar in der Top-20 platzieren, das folgende Album verkaufte sich aber derartig schlecht, dass Columbia Records kein Interesse an einer weiteren Zusammenarbeit hatte. Stuart kehrte daraufhin kurzzeitig zu den Sullivans zurück. 1989 fand er beim MCA-Label Unterschlupf. Ein Stilwechsel vom Bluegrass zum Rockabilly erwies sich als erfolgversprechend: Mit Hillbilly Rock, aus dem gleichnamigen Album sowie Little Things und Tempted wurden Top-10-Hits produziert.
Sein Durchbruch gelang 1991, als das im Duett mit Travis Tritt gesungene The Whiskey Ain’t Workin’ bis auf Platz drei der Country-Charts vorrückte. Es folgte eine erfolgreiche gemeinsame Tournee. 1992 wurden die Freunde mit dem CMA-Award Vocal Event of the Year ausgezeichnet und erhielten einen Grammy. Sein Album This One’s Gonna Hurt You, bei dem Travis Tritt mitwirkte, erreichte Goldstatus. Mehrere ausgekoppelte Singles schafften es in die Top-10 oder Top-20. 1993 wurde er Mitglied der Grand Ole Opry.
Neben seinen musikalischen Aktivitäten ist Stuart als Sammler von Devotionalien aus der Country-Szene bekannt. So erwarb er den Tourneebus von Ernest Tubb und Gitarren von mehreren Stars. Seine umfangreiche Sammlung umfasst außerdem Kostüme und Manuskripte von Hank Williams. Er veröffentlichte zahlreiche Artikel und Fotos zu aktuellen Themen.
1996 wurde der sich immer der Geschichte und Tradition der Country-Musik verpflichtet fühlende Stuart zum Präsidenten der Country Music Foundation gewählt. Er hielt dieses Amt über mehrere Wahlperioden hindurch inne. 1997 heiratete er die 16 Jahre ältere Sängerin Connie Smith, die er seit seiner Kindheit verehrte und bewunderte. 1999, nach dem Flop seines anspruchsvollen Albums The Pilgrim, verlor er seinen Schallplattenvertrag. Er kehrte zu Sony/Columbia Records zurück, wo 2003 das Album Country-Music veröffentlicht wurde.

## Diskografie

### Studioalben
| Jahr | Titel Musiklabel                                       | Höchstplatzierung, Gesamtwochen, AuszeichnungChartplatzierungen (Jahr, Titel, Musiklabel, Platzierungen, Wochen, Auszeichnungen, Anmerkungen) | Höchstplatzierung, Gesamtwochen, AuszeichnungChartplatzierungen (Jahr, Titel, Musiklabel, Platzierungen, Wochen, Auszeichnungen, Anmerkungen) | Anmerkungen                                    |
| Jahr | Titel Musiklabel                                       | US | Country | Anmerkungen                                    |
| ---- | ------------------------------------------------------ | --- | --- | ---------------------------------------------- |
| 1986 | Marty Stuart Columbia                                  | — | Country34 (14 Wo.)Country |                                                |
| 1989 | Hillbilly Rock MCA                                     | US— GoldUS | Country19 (79 Wo.)Country |                                                |
| 1991 | Tempted MCA                                            | US193 Gold · (1 Wo.)US | Country20 (66 Wo.)Country |                                                |
| 1992 | This One’s Gonna Hurt You MCA                          | US77 Gold · (30 Wo.)US | Country12 (52 Wo.)Country |                                                |
| 1994 | Love And Luck MCA                                      | US141 (2 Wo.)US | Country28 (9 Wo.)Country |                                                |
| 1996 | Honky Tonkin’s What I Do Best MCA                      | US196 (1 Wo.)US | Country27 (8 Wo.)Country |                                                |
| 1999 | The Pilgrim MCA                                        | — | Country63 (4 Wo.)Country |                                                |
| 2003 | Country Music Columbia                                 | — | Country40 (8 Wo.)Country |                                                |
| 2005 | Souls’ Chapel Superlatone                              | — | Country75 (1 Wo.)Country |                                                |
| 2010 | Ghost Train: The Studio B Sessions Sugar Hill          | — | Country46 (6 Wo.)Country |                                                |
| 2012 | Nashville, Volume 1: Tear the Woodpile Down Sugar Hill | — | Country41 (3 Wo.)Country |                                                |
| 2014 | Saturday Night / Sunday Morning Superlatone            | US162 (1 Wo.)US | Country24 (4 Wo.)Country | als Marty Stuart and his Fabulous Superlatives |
| 2017 | Way Out West Superlatone                               | — | Country44 (1 Wo.)Country |                                                |

Weitere Studioalben
- 1978: With A Little Help From My Friends
- 1982: Busy Bee Cafe (Sugar Hill)
- 1992: Let There Be Country (Columbia)
- 2005: Badlands: Ballads of the Lakota (Superlatone)
- 2008: Cool Country Favorites

### Livealben
- 2006: Live at the Ryman (Superlatone)
- 2014: The Gospel Music of Marty Stuart

### Kompilationen
| Jahr | Titel Musiklabel             | Höchstplatzierung, Gesamtwochen, AuszeichnungChartplatzierungen (Jahr, Titel, Musiklabel, Platzierungen, Wochen, Auszeichnungen, Anmerkungen) | Höchstplatzierung, Gesamtwochen, AuszeichnungChartplatzierungen (Jahr, Titel, Musiklabel, Platzierungen, Wochen, Auszeichnungen, Anmerkungen) | Anmerkungen |
| Jahr | Titel Musiklabel             | US | Country | Anmerkungen |
| ---- | ---------------------------- | --- | --- | ----------- |
| 1995 | The Marty Party Hit Pack MCA | US— GoldUS | Country37 (14 Wo.)Country |             |

Weitere Kompilationen
- 1992: Once Upon a Time (CMH)
- 2002: 20th Century Masters: The Millenium Collection (MCA)
- 2004: Whiskey & Rhinestones – The Ultimate Collection
- 2007: Compadres: An Anthology of Duets (Superlatone)
- 2012: Icon
- 2017: Now That’s Country: The Definitive Collection, Vol. 1
- 2019: The Definitive Collection, Vol. 2

### Soundtracks
- 2001: All the Pretty Horses (Music From the Motion Picture) (mit Kristin Wilkinson & Larry Paxton)

### Singles
| Jahr | Titel Album                                                                 | Höchstplatzierung, Gesamtwochen, AuszeichnungChartsChartplatzierungen (Jahr, Titel, Album, Platzierungen, Wochen, Auszeichnungen, Anmerkungen) | Anmerkungen      |
| Jahr | Titel Album                                                                 | Country | Anmerkungen      |
| --- | --------------------------------------------------------------------------- | --- | ---------------- |
| 1985 | Arlene Marty Stuart                                                         | Country19 (18 Wo.)Country |                  |
| 1986 | Honky Tonker Marty Stuart                                                   | Country59 (6 Wo.)Country |                  |
| 1986 | All Because of You Marty Stuart                                             | Country39 (12 Wo.)Country |                  |
| 1986 | Do You Really Want My Lovin’ Marty Stuart                                   | Country59 (8 Wo.)Country |                  |
| 1988 | Mirrors Don’t Lie Let There Be Country                                      | Country56 (7 Wo.)Country |                  |
| 1988 | Matches Let There Be Country                                                | Country66 (6 Wo.)Country |                  |
| 1989 | Cry! Cry! Cry! Hillbilly Rock                                               | Country32 (12 Wo.)Country |                  |
| 1989 | Don’t Leave Her Lonely Too Long Hillbilly Rock                              | Country42 (11 Wo.)Country |                  |
| 1990 | Hillbilly Rock                                                              | Country8 (21 Wo.)Country |                  |
| 1990 | Western Girls Hillbilly Rock                                                | Country20 (20 Wo.)Country |                  |
| 1991 | Little Things Tempted                                                       | Country8 (20 Wo.)Country |                  |
| 1991 | Till I Found You Tempted                                                    | Country12 (20 Wo.)Country |                  |
| 1991 | Tempted                                                                     | Country5 (20 Wo.)Country |                  |
| 1992 | Burn Me Down Tempted                                                        | Country7 (20 Wo.)Country |                  |
| 1992 | This One’s Gonna Hurt You (For a Long, Long Time) This One’s Gonna Hurt You | Country7 (20 Wo.)Country | mit Travis Tritt |
| 1992 | Now That’s Country This One’s Gonna Hurt You                                | Country18 (20 Wo.)Country |                  |
| 1992 | High on a Mountain Top This One’s Gonna Hurt You                            | Country24 (20 Wo.)Country |                  |
| 1993 | Hey Baby This One’s Gonna Hurt You                                          | Country38 (15 Wo.)Country |                  |
| 1994 | Kiss Me, I’m Gone Love and Luck                                             | Country26 (19 Wo.)Country |                  |
| 1994 | Love and Luck                                                               | Country54 (8 Wo.)Country |                  |
| 1994 | That’s What Love’s About Love and Luck                                      | Country68 (5 Wo.)Country |                  |
| 1995 | The Likes of Me The Marty Party Hit Pack                                    | Country58 (8 Wo.)Country |                  |
| 1995 | If I Ain’t Got You The Marty Party Hit Pack                                 | Country46 (18 Wo.)Country |                  |
| 1996 | Honky Tonkin’s What I Do Best                                               | Country23 (20 Wo.)Country | mit Travis Tritt |
| 1996 | Thanks to You Honky Tonkin’s What I Do Best                                 | Country50 (10 Wo.)Country |                  |
| 1996 | You Can’t Stop Love Honky Tonkin’s What I Do Best                           | Country26 (20 Wo.)Country |                  |
| 1999 | Red, Red Wine and Cheatin’ Songs The Pilgrim                                | Country69 (2 Wo.)Country |                  |
| 2003 | If There Ain’t, There Ought’a Be Country Music                              | Country41 (11 Wo.)Country |                  |
| 2003 | Too Much Month (At the End of Money) Country Music                          | Country54 (2 Wo.)Country |                  |
| Folgende Lieder erschienen nicht als Single, wurden aber durch das Album zum Download und Streaming bereitgestellt und konnten somit eine Platzierung erlangen: |                                                                             | |                  |
| |                                                                             | |                  |
| 2004 | Even Santa Claus Gets the Blues A Very Special Acoustic Christmas           | Country55 (1 Wo.)Country |                  |

Weitere Singles
- 1997: Sweet Love
- 2003: Farmer’s Blues
- 2010: Little Heartbreaker (The Likes of You)
- 2012: Tear the Woodpile Down (mit Buck Trent)

### Gastbeiträge
| Jahr | Titel Album                                        | Höchstplatzierung, Gesamtwochen, AuszeichnungChartsChartplatzierungen (Jahr, Titel, Album, Platzierungen, Wochen, Auszeichnungen, Anmerkungen) | Anmerkungen                                                    |
| Jahr | Titel Album                                        | Country | Anmerkungen                                                    |
| ---- | -------------------------------------------------- | --- | -------------------------------------------------------------- |
| 1991 | The Whiskey Ain’t Workin’ It’s All About to Change | Country2 (20 Wo.)Country | mit Travis Tritt                                               |
| 1993 | The Devil Comes Back to Georgia Heroes             | Country54 (10 Wo.)Country | mit Mark O’Connor, Charlie Daniels, Johnny Cash & Travis Tritt |
| 1996 | Hope –                                             | Country57 (4 Wo.)Country | Various Artists                                                |
| 1998 | Same Old Train Tribute to Tradition                | Country59 (5 Wo.)Country | Various Artists                                                |
| 2000 | Blue Collar Dollar Big Funny                       | Country63 (6 Wo.)Country | mit Jeff Foxworthy & Bill Engvall                              |